# Аеродромний вогонь

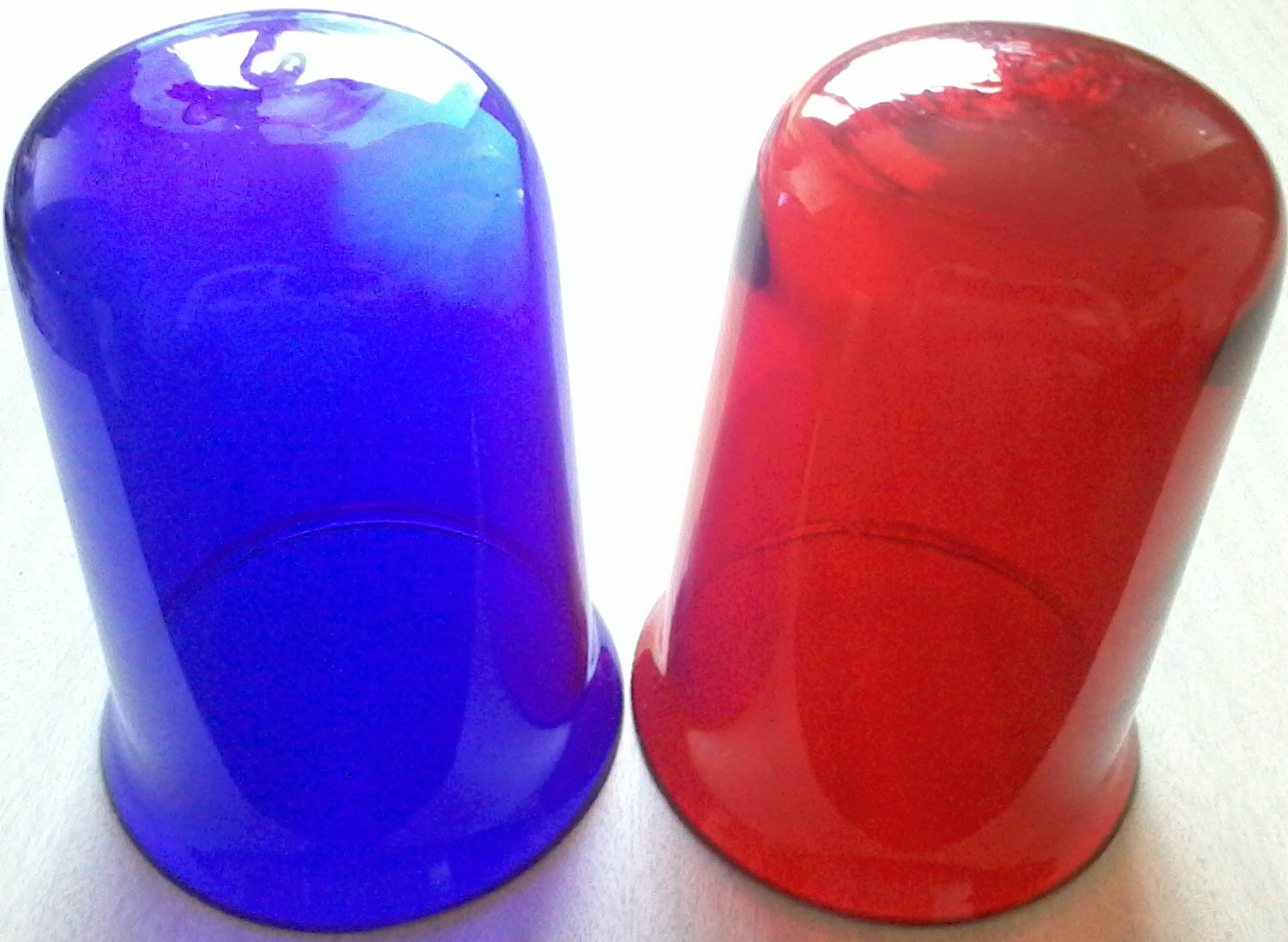
Світлофільтри аеродромних вогнів.

Аеродро́мний вого́нь (вогонь) — світловий прилад із заданою кривою світлорозподілу, призначений для формування світлового сигналу, пілоту повітряного судна. Правильне освітлення на аеродромах має основоположне значення для здійснення безпечної посадки й злету вночі та за поганих погодних умов. Вогні, також, використовуються задля того, щоби виокремити важливі ділянки аеродрому (злітної смуги).

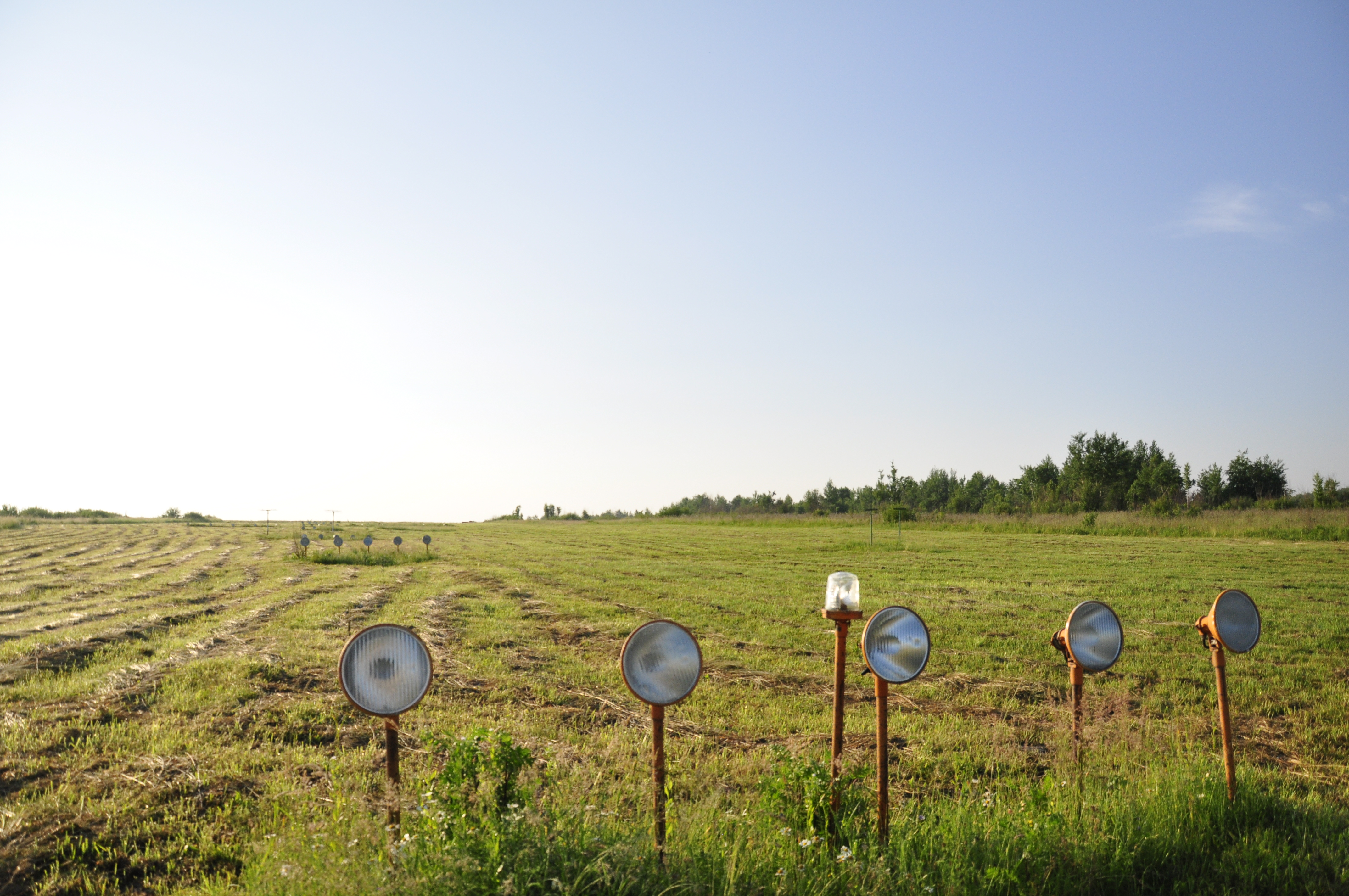
Аеродромні вогні

Розрізняють загороджувальні аеродромні вогні — червоного кольору, або білі маячки, якими позначаються найвищі краї аеродромних споруд (труби котельні, освітлювальні та антенні щогли, локатори тощо) та вогні світлосигнальних систем (ССА) — червоного, зеленого, жовтого, синього кольорів та прозорі.
Складники вогню СС: голка (загострений сталевий куток), яка забивається у землю, або важка кругла підставка (для прожекторних вогнів світлосигнальної системи великої інтенсивності), на які кріпляться корпуси вогнів; жорстка та ламка муфти; стійка (сталева трубка); тарілка з гвинтами для регулювання кута нахилу вогню; світлофільтр; заглушка (для прожекторних вогнів — відбивач); лінза (діоптрія); накривний ковпак (для місцевості з частими вітрами, отже і пилом); конус; лампочка; гнучкий кабель з роз'ємом.
Лінзи (діоптрії) вогнів поділяються на симетричні — вогонь кругового випромінювання, пів-асиметричні діоптрії — промені переважно спрямовано в один бік під певним кутом до обрію (зазвичай 3 градуси) та асиметричні лінзи — промені спрямовано переважно у два протилежні боки під певними кутами.
Усі конструктивні особливості вогнів світлосигнальних систем (ламка муфта, м'який алюмінієвий корпус, спеціальне крихке скло лінзи та накривного ковпаку) розраховано на те, щоби під час непередбачуваної події (аварійна посадка, викочування повітряного судна за межі злітної смуги та інше), корпус вогню легко зім'явся, та не утворив уламків скла та металу з гострими краями і тим самим не пошкодив повітряне судно. До лампочок аеродромних вогнів існують такі основні вимоги: підвищена світлова віддача, висока та регульована яскравість, ударостійкість та вібраційна витривалість (вони повинні витримувати двигтіння, яке виникає під час зльоту та посадки повітряних суден), надійність (підвищений строк роботи), здатність працювати за низьких температур, також вони мають більш зручні цоколі характерних форм для миттєвого фокусування лампи — усе це направлено на зменшення експлуатаційних витрат. Багато цих властивостей притаманно сучасним світлодіодним лампам (СЛ), які поступово змінюватимуть застарілі лампи розжарення (ЛР). Для порівняння: світлова віддача СЛ досягає 150 люмен на ват, а ЛР -15 лм/вт, строк роботи СЛ до 50000 годин, ЛР до 1000 — 3000 годин залежно від умов використання. У багатьох випадках світлодіодні лампочки не потребують складної пускорегулювальної апаратури. На початку 2000 років, найсучаснішими аеродромними лампами були галогенові, з ксеноновим наповнювачем та інфрачервоними відбивачами, які мають дуже маленькі розміри та велику яскравість і випускаються потужністю від 30 до 200 ват.
Аеродромні вогні живляться змінним струмом постійної амплітуди від тиристорних регуляторів «Constant Current Regulator» потужністю 4-30 кВт, що мають елементи захисту. У сучасних (2020-і) ССА, широко застосовуються світлодіодні LED Lights білого, зеленого, червоного кольорів зі струмом споживання до 6.6 А, ресурсом до 50 000 годин і яскравістю до 20 000 кандел.
Також застосовуються плазмові лампи Plasma flat lamp (PFL) з терміном придатності до 70 000 годин, розміром до 24 дюймів по діагоналі й яскравістю до 15 000 кд / м.кв. Світлодіодні вогні з сонячним підзаряджанням «Solar LED» широко застосовуються на ЗПС і РД.

Керування вогнями з борту ЛА, може здійснюватися за допомогою наземного приймача - декодера L-854FM, який приймає сигнал від літака в діапазоні 118-136 МГц.

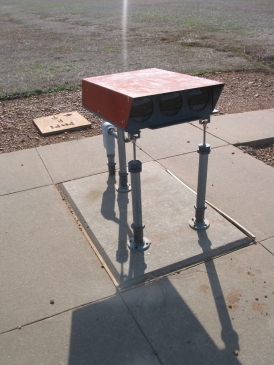
Індикатор напрямку заходу на посадку

## Індикатор напрямку заходу на посадку
Індикатор точного заходу на посадку (PAPI) складається з набору (чотири вогні) у лінії, перпендикулярній до злітно-посадкової смуги, як правило, міститься ліворуч від ЗПС. Вони мають аналогічну мету, що і основні вогні глісади, але додаткові фари служать, щоби показати пілотові, як далеко від глісади знаходиться цей літак.
Коли пілот бачить білий-білий-червоний-червоний кольори, літак знаходиться на правильній глісаді для посадки, як правило, 3,0 °. Три червоні вогні (білий-червоний-червоний-червоний) вказують, що повітряне судно розташовано трохи нижче від глісади (2,8°), у той час, якщо пілот бачить чотири червоні вогні, повітряне судно знаходиться значно нижче від глісади (< 2,5°). З іншого боку, три білі вогні (білий-білий-білий-червоний) вказують, що повітряне судно перебуває трохи вище від глісади (3,2°), і нарешті, чотири білих вогні, показують, що літак знаходиться значно вище від глісади (> 3,5°).
У більшості великих аеропортів використовують цю систему.